# Wahlenbergia doleritica
Wahlenbergia doleritica är en klockväxtart som beskrevs av Olive Mary Hilliard och Brian Laurence Burtt. Wahlenbergia doleritica ingår i släktet Wahlenbergia och familjen klockväxter.
Artens utbredningsområde är KwaZulu-Natal. Inga underarter finns listade i Catalogue of Life.